# Billings (Familienname)
Billings ist ein ursprünglich angelsächsischer Familienname.

## Herkunft und Bedeutung
Billings ist ein Herkunftsname für Personen, die in oder in der Nähe des englischen Civil Parishs Billing in Northamptonshire lebten.

## Namensträger
- Alan Billings (* 1942), britischer Priester
- Alexandra Billings (* 1962), US-amerikanische Schauspielerin
- Amanda Billings (* 1986), kanadische Eiskunstläuferin
- Andrew Billings (* 1995), US-amerikanischer American-Football-Spieler
- Braddish Billings (1783–1864), kanadischer Siedler
- Brook Billings (* 1980), US-amerikanischer Volleyballspieler
- Charles Billings (1866–1928), US-amerikanischer Sportschütze
- Charles E. Billings (1835–1920), US-amerikanischer Erfinder
- Dick Billings (* 1942), US-amerikanischer Baseballspieler
- Dwight Billings (1910–1997), US-amerikanischer Ökologe
- Earl Billings (* 1945), US-amerikanischer Schauspieler
- Elkanah Billings (1820–1876), kanadischer Paläontologe
- Evelyn Billings (1918–2013), australische Ärztin
- Frank Billings (Josh; 1904–1957), US-amerikanischer Jazzmusiker
- Franklin S. Billings (1862–1935), US-amerikanischer Politiker (Vermont)
- Frederick H. Billings (1823–1890), US-amerikanischer Jurist und Bankier
- Frederick Horatio Billings (1869–1964), US-amerikanischer Botaniker, Bakteriologe und Hochschullehrer
- Gary Billings, kanadischer Astronom
- Gloria Ladson-Billings (* 1947), US-amerikanische Erziehungswissenschaftlerin
- Hammatt Billings (Charles Howland Hammatt Billings; 1818–1874), US-amerikanischer Künstler und Architekt
- Henry Billings (1901–1985), US-amerikanischer Maler, Illustrator und Kunstpädagoge
- Joel Billings (* 1958), US-amerikanischer Computerspielentwickler
- John Billings (Mediziner) (1918–2007), australischer Neurologe, siehe Billings-Methode
- John Shaw Billings (1838–1913), US-amerikanischer Chirurg und Bibliothekar
- Joseph Billings (um 1758–1806), britischer Seefahrer und Entdecker
- Josh Billings (eigentlich Henry Wheeler Shaw; 1818–1885), US-amerikanischer Humorist
- Josh Billings (Baseballspieler) (1892–1981), US-amerikanischer Baseballspieler
- Joshua Billings (* 1985), US-amerikanischer Klassischer Philologe, Germanist, Komparatist und Hochschullehrer
- Katharine Fowler-Billings (1902–1997), US-amerikanische Naturforscherin und Geologin
- Leopoldo Billings (1932–2010), venezolanischer Komponist und Musikpädagoge
- Marland Pratt Billings (1902–1996), US-amerikanischer Geotektoniker
- Nort Billings (1904–1994), US-amerikanischer Skilangläufer
- Noyes Billings (1800–1865), US-amerikanischer Politiker
- Rhoda Billings, US-amerikanische Rechtswissenschaftlerin und Richterin
- Robert Billings (1949–1986), kanadischer Dichter und Schriftsteller
- Robert William Billings (1813–1874), britischer Künstler und Architekt
- Roger E. Billings (* 1948), US-amerikanischer Unternehmer
- Sam Billings (* 1991), englischer Cricketspieler
- Sigmund Billings (1732–1796), deutscher Lehrer, Chronist und Geistlicher
- Titus Billings (1793–1866), US-amerikanischer Mormone
- Warren Billings (1893–1972), US-amerikanischer Arbeiterführer und Justizopfer
- William Billings (1746–1800), US-amerikanischer Komponist